# Suc de Monet
Le suc de Monet est un sommet montagneux situé au sud-est du Massif central. Il culmine à 1 015 m d'altitude au sein du massif du Mézenc. Le point culminant se trouve dans la commune de Lantriac tandis que le piémont occidental se trouve dans la commune d'Arsac-en-Velay.